# Antodice quadrimaculata
Antodice quadrimaculata är en skalbaggsart som beskrevs av Martins och Maria Helena M. Galileo 2004. Antodice quadrimaculata ingår i släktet Antodice och familjen långhorningar.
Artens utbredningsområde är Paraguay. Inga underarter finns listade i Catalogue of Life.